# Klas Ingesson
Klas Ingesson (Ödeshög, 20 de agosto de 1968 - Borås, 29 de outubro de 2014) foi um futebolista e treinador de futebol sueco que atuava como meio-campista. Teve destaque atuando por IFK Göteborg, KV Mechelen, Bari e Bologna, entre outros clubes.
Envergou a camisa da seleção sueca 57 vezes, entre 1989 e 1998, tendo conquistado a medalha de bronze em 1994, e marcou 13 gols pelo selecionado.
Entre setembro de 2013 e outubro de 2013, Ingesson foi treinador do IF Elfsborg da cidade sueca de Borås.
Passou ainda por PSV Eindhoven, Sheffield Wednesday e Olympique de Marseille, encerrando sua carreira em 2001, no Lecce.

## Carreira pela seleção
Ingesson competiu na Copa de 1990, sediada na Itália, na qual a seleção de seu país terminou na vigésima primeira colocação dentre os 24 participantes e na edição de 1994, nos Estados Unidos, quando a Suécia ficou o terceiro lugar. Fez parte ainda do elenco que chegou às semifinais da Eurocopa de 1992, sediada na Suécia.

## Morte
Em maio de 2009, Ingesson descobriu que tinha mieloma múltiplo, um tipo de câncer na medula detectado no ex-meia, um ano antes.
Recuperado, aceitou uma proposta para comandar uma filial do Elfsborg, mas sofreu uma recaída e submeteu-se a um transplante de células-tronco. Mesmo afetado pela doença, Ingesson foi convencido pela direção do clube a assumir o time principal. Ele sempre tratou a doença com sinceridade na imprensa sueca e comoveu o país, fazendo até com que rivais do Elfsborg manifestassem apoio ao ex-atleta quando o clube jogava fora de casa.
Nos últimos jogos do Elfsborg, Ingesson teve que usar um andador, devido a uma osteoporose. Consequentemente, sofreu várias fraturas e recorreu a uma cadeira de rodas para se locomover. As últimas palavras do ex-jogador foram por uma carta.

“A conversa sobre o meu câncer tem que acabar. O Elfsborg e eu temos um acordo no qual eu sou o treinador da primeira equipe. Fisicamente e mentalmente, eu não tenho um problema para fazer o meu trabalho. Eu deveria ser julgado como qualquer outra pessoa para determinar se sou bom o suficiente para o trabalho, mas então eu deveria ser julgado em minha competência, não em meu estado físico (...) É direito de qualquer pessoa ser julgada por quem é e pelo que faz - não porque tem uma doença ou uma deficiência"”

— Klas Ingesson
Em 29 de outubro de 2014, Ingesson veio a falecer em Borås, dois meses e nove dias após completar 46 anos. Ele deixa a esposa Veronica e 2 filhos, Martin e David.